# Hesperantha rupestris
Hesperantha rupestris là một loài thực vật có hoa trong họ Diên vĩ. Loài này được N.E.Br. ex R.C.Foster miêu tả khoa học đầu tiên năm 1948.